# トロヴァトーレ (競走馬)
トロヴァトーレ(英:Trovatore)とは、日本の競走馬。主な勝ち鞍は2025年のダービー卿チャレンジトロフィー。
馬名の意味は、吟遊詩人（伊）

## 戦績

### 2歳時(2023年)
9月18日の中山第6レース2歳新馬戦にてデビュー。スタートは若干後手も二の脚は速く流れに乗ると折り合いに専念し、４コーナーで前を射程圏に捉えると直線は軽く促した程度で余力十分に突き抜け勝利した。次走の12月2日の葉牡丹賞(1勝クラス)でも、中団から直線で馬の間を割って一気に伸び、2着に2馬身差をつけて快勝した

### 3歳時(2024年)
弥生賞ディープインパクト記念に出走。ここではシンエンペラーを差し置いて1番人気に支持されたが、レースでは直線で伸びを欠き6着に敗れた。続く青葉賞でも、大外枠や距離の長さが響き11着に大敗した。しかし、距離を短縮して立て直しを図った次走の芦ノ湖特別では2着に2馬身差をつけて勝利。鞍上のC.ルメールは「距離を短くして良さが出ました。1600～1800mくらいが良いと思います。重賞を狙えるポテンシャルがあるので、これからが楽しみです」と語った。続く新潟日報賞では内から抜け出した11番人気の伏兵シンティレーションをとらえきれず2着に敗れたものの、次走の秋風Sでは直線で内から楽に抜け出して勝利した。しかし、連勝を狙って出走したキャピタルステークスでは、大外から強襲してきたウォーターリヒトとの叩き合いに競り負け2着に惜敗し、3歳シーズンを終えた。

### 4歳時(2025年)
1月13日のニューイヤーステークスで始動。レースでは直線で好意から抜け出して勝利した。続けて挑んだダービー卿チャレンジトロフィーでは、道中馬群に包まれる場面がありながらも最後の直線で内を突いて抜け出し、後続勢の追撃をしのいで勝利。重賞初制覇を飾った。

## 競走成績
| 競走日     | 競馬場 | 競走名             | 格   | 距離（馬場）  | 頭 数 | 枠 番 | 馬 番 | オッズ （人気） | 着順 | タイム （上がり3F） | 着差 | 騎手          | 斤量 [kg] | 1着馬（2着馬）         | 馬体重 [kg] |
| ---------- | ------ | ------------------ | ---- | ------------- | ----- | ----- | ----- | --------------- | ---- | ------------------- | ---- | ------------- | --------- | ---------------------- | ----------- |
| 2023.09.18 | 中山   | 2歳新馬            |      | 芝2000m（良） | 8     | 2     | 2     | 001.70（1人）   | 01着 | R2:01.6（33.8）     | -0.4 | 0C.ルメール   | 55        | （エリカサファイア）   | 480         |
| 0000.12.02 | 中山   | 葉牡丹賞           | 1勝  | 芝2000m（良） | 9     | 1     | 1     | 001.80（1人）   | 01着 | R2:00.4（33.9）     | -0.3 | 0W.ビュイック | 56        | （マイネルフランツ）   | 490         |
| 2024.03.03 | 中山   | 弥生賞ディープ記念 | GII  | 芝2000m（良） | 11    | 6     | 6     | 002.80（1人）   | 06着 | R2:00.7（35.5）     | -0.9 | 0C.ルメール   | 57        | コスモキュランダ       | 496         |
| 0000.04.27 | 東京   | 青葉賞             | GII  | 芝2400m（良） | 17    | 8     | 17    | 008.40（5人）   | 11着 | R2:24.9（34.8）     | -0.7 | 0横山武史     | 57        | シュガークン           | 498         |
| 0000.06.08 | 東京   | 芦ノ湖特別         | 2勝  | 芝1600m（良） | 12    | 8     | 12    | 001.90（1人）   | 01着 | R1:32.5（34.2）     | -0.3 | 0C.ルメール   | 54        | （ファビュラススター） | 486         |
| 0000.08.03 | 新潟   | 新潟日報賞         | 3勝  | 芝1800m（良） | 16    | 5     | 10    | 002.00（1人）   | 02着 | R1:44.2（32.9）     | -0.1 | 0C.ルメール   | 55        | シンティレーション     | 480         |
| 0000.09.28 | 中山   | 秋風S              | 3勝  | 芝1600m（良） | 15    | 1     | 1     | 002.30（1人）   | 01着 | R1:07.1（34.0）     | -0.3 | 0C.ルメール   | 56        | （フォーチュンタイム） | 488         |
| 0000.11.23 | 東京   | キャピタルS        | L    | 芝1600m（良） | 18    | 8     | 18    | 002.80（1人）   | 02着 | R1:32.3（33.9）     | -0.0 | 0C.ルメール   | 56        | ウォーターリヒト       | 498         |
| 2025.01.13 | 中山   | ニューイヤーS      | L    | 芝1600m（良） | 16    | 8     | 15    | 002.50（1人）   | 01着 | R1:32.3（34.5）     | -0.1 | 0T.マーカンド | 56        | （サンライズロナウド） | 498         |
| 0000.04.05 | 中山   | ダービー卿CT       | GIII | 芝1600m（良） | 13    | 2     | 2     | 001.70（1人）   | 01着 | R1:32.4（34.0）     | -0.1 | 0J.モレイラ   | 57.5      | （コントラポスト）     | 508         |
| 0000.06.08 | 東京   | 安田記念           | GI   | 芝1600m（良） | 18    | 8     | 16    | 029.60（8人）   | 17着 | R1:34.1（35.3）     | -1.4 | 0横山武史     | 58        | ジャンタルマンタル     | 498         |
| 0000.08.09 | 札幌   | エルムS            | GIII | ダ1700m（稍） | 14    | 6     | 10    | 008.50（4人）   | 12着 | R1:46.3（39.3）     | -2.8 | 0C.ルメール   | 58        | ペリエール             | 494         |

- 競走成績は2025年8月9日現在

## 血統表
| トロヴァトーレの血統        | トロヴァトーレの血統                        | トロヴァトーレの血統                        | （血統表の出典）                            | （血統表の出典）    |
| 父系                        | キングマンボ系                              | キングマンボ系                              | キングマンボ系                              | [ § 2 ]             |
| 父 レイデオロ 鹿毛 2014     | 父の父キングカメハメハ 鹿毛 2001            | Kingmambo                                   | Mr.Prospector                               | Mr.Prospector       |
| 父 レイデオロ 鹿毛 2014     | 父の父キングカメハメハ 鹿毛 2001            | Kingmambo                                   | Miesque                                     |                     |
| 父 レイデオロ 鹿毛 2014     | 父の父キングカメハメハ 鹿毛 2001            | *マンファス                                 | *ラストタイクーン                           | *ラストタイクーン   |
| 父 レイデオロ 鹿毛 2014     | 父の父キングカメハメハ 鹿毛 2001            | *マンファス                                 | Pilot Bird                                  |                     |
| 父 レイデオロ 鹿毛 2014     | 父の母ラドラーダ 青鹿毛 2006                | *シンボリクリスエス                         | Kris S.                                     | Kris S.             |
| 父 レイデオロ 鹿毛 2014     | 父の母ラドラーダ 青鹿毛 2006                | *シンボリクリスエス                         | Tee Kay                                     |                     |
| 父 レイデオロ 鹿毛 2014     | 父の母ラドラーダ 青鹿毛 2006                | *レディブロンド                             | Seeking the Gold                            | Seeking the Gold    |
| 父 レイデオロ 鹿毛 2014     | 父の母ラドラーダ 青鹿毛 2006                | *レディブロンド                             | *ウインドインハーヘア                       |                     |
| 母 シャルマント 青鹿毛 2016 | 母の父*エンパイアメーカー 黒鹿毛 2000       | Unbridled                                   | Fappiano                                    | Fappiano            |
| 母 シャルマント 青鹿毛 2016 | 母の父*エンパイアメーカー 黒鹿毛 2000       | Unbridled                                   | Gana Facil                                  |                     |
| 母 シャルマント 青鹿毛 2016 | 母の父*エンパイアメーカー 黒鹿毛 2000       | Toussaud                                    | El Gran Senor                               | El Gran Senor       |
| 母 シャルマント 青鹿毛 2016 | 母の父*エンパイアメーカー 黒鹿毛 2000       | Toussaud                                    | Image of Reality                            |                     |
| 母 シャルマント 青鹿毛 2016 | 母の母ライツェント 青鹿毛 2007              | スペシャルウィーク                          | *サンデーサイレンス                         | *サンデーサイレンス |
| 母 シャルマント 青鹿毛 2016 | 母の母ライツェント 青鹿毛 2007              | スペシャルウィーク                          | キャンペンガール                            |                     |
| 母 シャルマント 青鹿毛 2016 | 母の母ライツェント 青鹿毛 2007              | *ソニンク                                   | Machiavellian                               | Machiavellian       |
| 母 シャルマント 青鹿毛 2016 | 母の母ライツェント 青鹿毛 2007              | *ソニンク                                   | Sonic Lady                                  |                     |
| 母系(F-No.)                 | ソニンク(GB)系(FN:B3)                       | ソニンク(GB)系(FN:B3)                       | ソニンク(GB)系(FN:B3)                       | [ § 3 ]             |
| 5代内の近親交配             | Mr. Prospector：S4×S5×M5×M5、Nureyev：S5×M5 | Mr. Prospector：S4×S5×M5×M5、Nureyev：S5×M5 | Mr. Prospector：S4×S5×M5×M5、Nureyev：S5×M5 |                     |
| 出典                        | 1. 2. 3.                                    | 1. 2. 3.                                    | 1. 2. 3.                                    | 1. 2. 3.            |

- 半兄ライツフォル（父ミッキーアイル）は2024年オータムリーフステークス（OP）勝ち馬。
- 伯母に2017年秋華賞・2019年ナッソーステークス勝ち馬のディアドラ、叔父に2023年きさらぎ賞勝ち馬のフリームファクシがいる。